# Lilltjärnen (Ytterlännäs socken, Ångermanland)
Lilltjärnen är en sjö i Kramfors kommun i Ångermanland och ingår i Ångermanälven-Gådeåns kustområde.